# والنتین کانالیزو
والنتین کانالیزو (انگلیسی: Valentín Canalizo; ۱۴ ژانویهٔ ۱۷۹۴ – ۲۰ فوریهٔ ۱۸۵۰) سیاستمدار، وزیر (دولت)، و پرسنل نظامی اهل مکزیک بود.